# 博洛尼亚1909足球俱乐部
博洛尼亚1909足球俱乐部（Bologna Football Club 1909）是在意大利城市博洛尼亚建立的一家足球俱乐部，成立于 1909年10月3日，现時在意大利足球甲級聯賽征战。
博洛尼亞在二次大戰前成績輝煌，曾贏得多屆意甲聯賽冠軍。但最近一次卻已是1963–64年的事。八十年代起一直在低組別聯賽作賽，至1996年才回到意甲，2004–05年球季更降回落意乙。

## 歷史
博洛尼亞足球會（Bologna Football Club）的建立是由奧地利人艾米里奥·阿尔斯坦（Emilio Arnstein）一手促成，他在維也納及布拉格讀大學時開始對足球產生興趣，更在較早時候與兄弟在奧地利成立「黑星足球隊」（Black Star F.C.）。
球會於1909年10月3日在義大利北部城市博洛尼亚成立，初時名為「AGC博洛尼亚」（AGC Bologna），當時採用的紅藍間條球衣源自水晶宮。於1910年3月20日進行首場比賽，以9-1大勝同市球隊「維魯斯博洛尼亞」（Virtus Bologna）。
成立後的首個球季參加地區聯賽，贏得冠軍後獲升班到「溫尼托-艾米里亞諾聯賽」（Group Veneto-Emiliano），在參賽四個球季的期間，名次從未低於第五位。博洛尼亞其後參加「北部聯賽」（Northern League），直到第一次世界大戰爆發才中止所有足球比賽。

### 冠軍：1920及1930年代
一戰後博洛尼亞取得更大的成就，於1919/20年球季首次晉級北部聯賽的準決賽；翌年更進一步殺入決賽，但以1–2不敵當時的勁旅（Pro Vercelli）；1923/24年球季再次晉級決賽，惟敗於最終贏得全國錦標賽冠軍的热那亚。
1924–25年球季博洛尼亞先取得北部聯賽冠軍，再在全國錦標賽以6–0一面倒擊敗羅馬，首次登上全國冠軍的寶座；博洛尼亞於1928/29年重溫舊夢，贏得最後一屆的義大利全國錦標賽冠軍，翌年意甲正式成立。在第二次世界大戰前，博洛尼亞分別於1935–36年、1936–37年、1938–39年及1940–41年四次奪得意甲聯賽冠軍。

### 後二戰時期
二戰後博洛尼亞成績稍遜，在1950年代到1960年代期間在聯賽經常徘徊在4、5或6位之間，直到1963/64年球季才再度奪冠，這亦是球隊最近一次贏取意甲冠軍，合共獲得7屆義大利全國聯賽錦標。
此後博洛尼亞亦不是一落千丈，在1970年代曾贏得兩次意大利盃冠軍；1969/70年的意大利盃仍以四隊小組決賽定冠軍，博洛尼亞以6戰4勝1和1負壓倒、卡利亞里及（Varese）贏得冠軍；1973/74年意大利盃決賽對，戰至加時後仍然1-1平手，博洛尼亞以互射十二碼4-3獲勝再奪冠軍獎盃。
1976年5月30日，博洛尼亞曾到香港與代表隊友賽，結果以 1–0 小勝主隊。

### 升升跌跌
1980年代博洛尼亞開始步向衰落，首先於1981–82年球季與卡利亞里及热那亚競逐留級，直到最聯賽煞科日主場以1–2負於阿斯科利才宣佈護級失敗，歷來首次降班到意乙作賽。
但頹勢未止，翌年再降一級到意丙，幸而隨即獲得意丙亞軍返回意乙。在意乙打滾四年後，於1987–88年球季贏得意乙冠軍回升意甲。但雄風不再，博洛尼亞僅在意甲維持了三季，於1990–91年球季以墊底成績降班意乙,兩年後再次降班意丙。
這次花了兩年才贏得意丙冠軍升班意乙，再奪得意乙冠軍，於1996年連續兩年奪冠升班重返意甲。
博洛尼亞在意甲站穩中游位置，更在1998年兩回合累計3–0擊敗波蘭的羅切霍茹夫贏得圖圖盃而取得歐洲足協盃的入場券。好景不常，博洛尼亞在2004–05年球季與進行留級附加賽，兩回合累計1–2落敗而再度降班。

### 近期發展

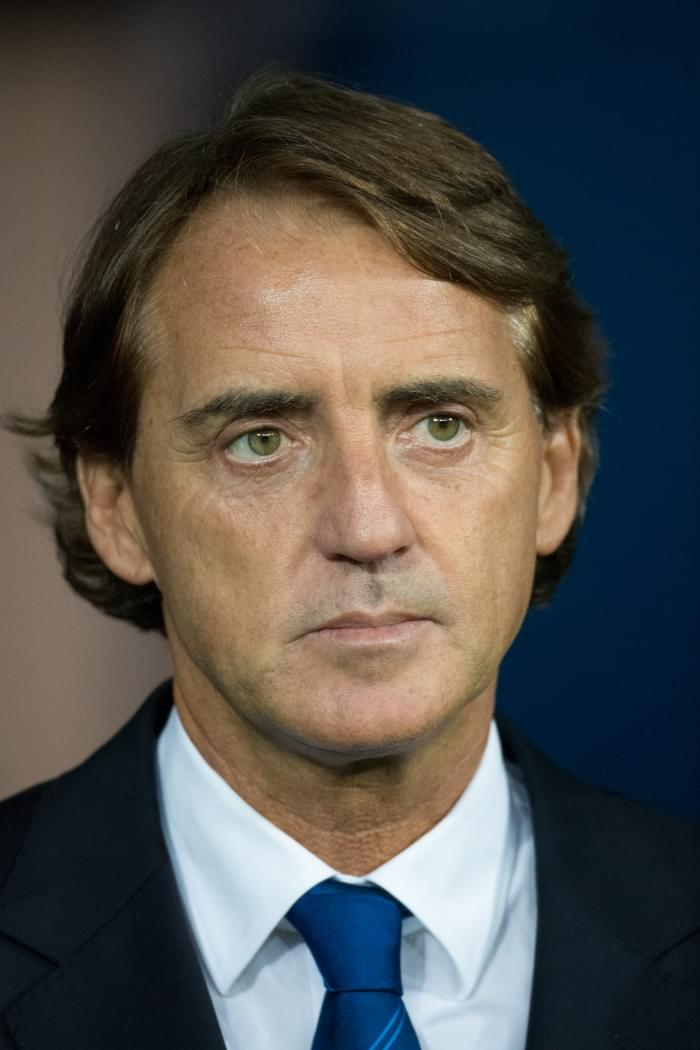
文仙尼是博洛尼亚青訓產品

雖然博洛尼亞在降班後失去多員猛將，仍被視為可以立即爭取升班的熱門，但季初的差劣成績導致老於經驗的主教練伦佐·乌利维埃里（Renzo Ulivieri）被解雇，由安德烈·曼多里尼（Andrea Mandorlini）接任掌舵。曼多里尼未能扭轉頹勢，上任僅兩個月，於2006年3月5日被炒，乌利维埃里回朝再度執教，最終博洛尼亞只能取得第8位。
翌季乌利维埃里與班主阿尔弗雷多·卡索拉（Alfredo Cazzola）意見不合，於2007年4月14日再被解雇，原任助教的卢卡·塞科尼（Luca Cecconi）暫掌帥印，球隊僅取得第7位的中游成績。2007/08年球季博洛尼亞找來丹尼尔·阿里戈尼（Daniele Arrigoni）帶領球隊，最終不負眾望，取得聯賽亞席直接升班意甲。
在升班意甲前卡索拉與一個以美國為基地的財團達成賣盤協議，惟交易最終取消。卡索拉只有將球會賣給一個由（Francesca Menarini）牽頭的本地集團，文納蓮妮出任球會主席，使她成為意甲第二位女性主席。
阿里戈尼獲得新領導層的信任繼續擔任主教練，重返意甲頭炮一鳴驚人，作客聖西路球場，憑著弗朗西斯科·瓦里亚尼（Francesco Valiani）的致勝入球以2-1擊敗AC米蘭；但接著卻是慘不忍睹的9戰8負差劣戰績，在1–5大敗於卡利亞里腳下後，阿里戈尼於2008年11月3日被辭退，隨即由施尼沙·米赫洛域取代職務。
米赫洛域上場後取得連續5場和局的成績，於12月13日才以5-2擊敗護級對手獲得首場勝仗，執教頭9場比賽取得不敗戰績。到了2009年4月14日博洛尼亞以1–4負於錫耶納後，10戰僅1勝兼四連敗再次落入降班區域，在球季剩下7輪比賽，米赫洛域亦難逃被炒的命運，由老帥（Giuseppe Papadopulo）接手任教。博洛尼亞在聯賽煞科日以3-1擊敗成功護級。
2013-14赛季，博洛尼亚再次被降入意乙联赛；在降班後一季，透過贏得意乙聯賽的升班附加賽，再次升班到意甲。
2023-24賽季，博洛尼亞提前兩輪鎖定歐冠資格，最終以義甲第五名之姿完賽。
2024-25賽季，波隆納聘請前費倫提納主帥義大利諾，來接替被尤文圖斯撬走的莫塔。波隆納在聯賽36輪取得62分，持續爭取連續出賽歐冠的機會。闊別已久的歐冠方面，波隆納雖然開頭明顯不適應節奏，不過漸入佳境並且在第七輪主場打敗多特蒙德開胡，最終在聯賽階段1勝3和4敗，排名第28名，無緣淘汰賽。義大利盃方面，波隆納一路過關斬將第三次闖進決賽，最終以1-0擊敗AC米蘭高舉第三座義大利盃冠軍。

### 聯賽紀錄
| 級別 | 屆數 | 首次參賽    | 最近參賽    |
| ---- | ---- | ----------- | ----------- |
| 意甲 | 79   | 1919/1920年 | 2023/2024年 |
| 意乙 | 11   | 1982/1983年 | 2014/2015年 |
| 意丙 | 3    | 1983/1984年 | 1994/1995年 |

## 主場球場
雷納多·戴亞拿球場（Stadio Renato Dall'Ara）是位於義大利博洛尼亚的多用途運動場，主要用作足球比賽，是博洛尼亚足球俱乐部的主場球場。戴亞拿球場建於1927年，可容38,279名觀眾，又名「Stadio Littoriale」。
戴亞拿球場於1990年世界盃舉行四場比賽，包括三場"D"組分賽，沙地阿拉伯0-2負於哥倫比亞、南斯拉夫1-0擊敗哥倫比亞及南斯拉夫4-1擊敗沙地阿拉伯及一場16強淘汰賽，英格蘭憑著加時119分鐘的入球以1-0擊敗比利時。
1993年聖馬力諾在國土以外的戴亞拿球場進行兩場世界盃外圍賽主場比賽，分別對英格蘭及荷蘭，雖然以1-7負於英格蘭，但聖馬力諾的大卫·瓜尔蒂埃里（Davide Gualtieri）僅用了8.3秒的入球是世界盃歷來最快的入球。
戴亞拿球場於1995年曾辦一場由義大利國家欖球隊對紐西蘭國家欖球隊的國際欖球賽，「全黑」以70-6大勝義大利。

## 榮譽
| 榮譽                                | 次數 | 年度                                                          |
| ----------------------------------- | ---- | ------------------------------------------------------------- |
| 本土聯賽                            |      |                                                               |
| 義大利足球錦標賽/義大利甲級聯賽冠軍 | 7    | 1924-25，1928-29，1935-36，1936-37，1938-39，1940-41，1963-64 |
| 義大利足球錦標賽/義大利甲級聯賽亞軍 | 4    | 1926-27，1931-32，1939-40，1965-66                            |
| 本土盃賽                            |      |                                                               |
| 義大利盃冠軍                        | 3    | 1969-70，1973-74，2024-25                                     |
| 歐洲賽事                            |      |                                                               |
| 米杜柏盃冠軍                        | 3    | 1932，1934，1961                                              |
| 歐洲足協圖圖盃冠軍                  | 1    | 1998                                                          |
| 英義聯賽盃冠軍                      | 1    | 1970                                                          |
| 英義盃亞軍                          | 1    | 1971                                                          |
| 阿爾卑斯盃亞軍                      | 1    | 1969                                                          |

## 球員名單（2025/26）
1. 粗體字為新加盟球員（青年隊提升不計）。
2. 者為傷患球員。
3. 取消共有球員制。
4. 2025年夏季轉會窗（英语：List of Spanish football transfers summer 2025）：6月1日至10日，6月16日至9月1日。

### 現役球員
| 號碼  | 國籍     | 球員                                 | 位置     | 年齡  | 加盟年份 | 前屬球會     | 轉會費      |
| 門 將 | 門 將    | 門 將                                | 門 將    | 門 將 | 門 將    | 門 將        | 門 將       |
| ----- | -------- | ------------------------------------ | -------- | ----- | -------- | ------------ | ----------- |
| 1     | 波兰     | （Łukasz Skorupski）                 | 門將     | 34    | 2018     | 羅馬         | 900萬歐元   |
| 23    | 義大利   | 尼古拉·（Nicola Bagnolini）          | 門將     | 21    | 2022     | 青年隊       | --          |
| 34    | 義大利   | （Federico Ravaglia）                | 門將     | 25    | 2017     | 青年隊       | --          |
| 后 卫 |          |                                      |          |       |          |              |             |
| 2     | 瑞典     | （Emil Holm）                        | 右閘     | 25    | 2024     | 斯佩齊亞     | 700萬歐元   |
| 3     | 塞尔维亚 | 米哈伊洛·伊利奇（Mihajlo Ilić）      | 中堅     | 22    | 2024     | 游擊隊       | 450萬歐元   |
| 5     | 克罗地亚 | （Martin Erlić）                     | 中堅     | 27    | 2024     | 薩斯索羅     | 700萬歐元   |
| 14    | 挪威     | 托比莊·希甘（Torbjørn Heggem）       | 中堅     | 26    | 2025     | 西布罗       | 750萬歐元   |
| 15    | 義大利   | （Nicolò Casale）                    | 中堅     | 27    | 2024     | 拉素         | 650萬歐元   |
| 22    | 希腊     | （Charalampos Lykogiannis）          | 左閘     | 31    | 2022     | 卡利亚里     | 自由轉會    |
| 26    | 哥伦比亚 | 約翰·（Jhon Lucumí）                 | 中堅     | 27    | 2022     | 亨克         | 800萬歐元   |
| 29    | 義大利   | （Lorenzo De Silvestri）             | 右閘     | 37    | 2020     | 拖連奴       | 自由轉會    |
| 33    | 西班牙   | （Juan Miranda）                     | 左閘     | 25    | 2024     | 贝蒂斯       | 自由轉會    |
| 41    | 捷克     | 马丁·维季克（Martin Vitík）          | 中堅     | 22    | 2025     | 布拉格斯巴達 | 1,100萬歐元 |
| -     | 義大利   | 凱文·（Kevin Bonifazi）              | 中堅     | 29    | 2021     | 史帕爾       | 585萬歐元   |
| -     | 奥地利   | 史蒂芬·波許（Stefan Posch）              | 右閘     | 28    | 2023     | 賀芬咸       | 500萬歐元   |
| -     | 義大利   | 托馬索·哥拉沙（Tommaso Corazza）           | 左閘     | 21    | 2023     | 青年隊       | --          |
| 中 場 |          |                                      |          |       |          |              |             |
| 6     | 克罗地亚 | 尼古拉·（Nikola Moro）               | 防守中場 | 27    | 2022     | 莫斯科迪纳摩 | 900萬歐元   |
| 8     | 瑞士     | （Remo Freuler）                     | 正中場   | 33    | 2023     | 诺丁汉森林   | 450萬歐元   |
| 10    | 義大利   | （Federico Bernardeschi）            | 右翼     | 31    | 2025     | 多倫多       | 自由轉會    |
| 17    | 摩洛哥   | 奧薩馬·阿祖齊（Oussama El Azzouzi）        | 防守中場 | 24    | 2023     | 聖基萊斯     | 200萬歐元   |
| 19    | 蘇格蘭   | （Lewis Ferguson）                   | 進攻中場 | 25    | 2022     | 阿伯丁       | 200萬歐元   |
| 20    | 瑞士     | （Michel Aebischer）                 | 正中場   | 28    | 2022     | 年輕人       | 300萬歐元   |
| 80    | 義大利   | （Giovanni Fabbian）                 | 進攻中場 | 22    | 2023     | 國際米蘭     | 500萬歐元   |
| -     | 瑞典     | （Jesper Karlsson）                  | 左翼     | 27    | 2023     | 阿爾克馬爾   | 1,100萬歐元 |
| -     | 波兰     | （Kacper Urbański）                  | 中場     | 20    | 2022     | 青年隊       | --          |
| -     | 義大利   | 纳迪尔·佐尔泰亚（Nadir Zortea）      | 中場     | 26    | 2025     | 卡利亚里     | 待查        |
| 前 鋒 |          |                                      |          |       |          |              |             |
| 7     | 義大利   | （Riccardo Orsolini）                | 右翼     | 28    | 2018     | 尤文图斯     | 1,500萬歐元 |
| 9     | 阿根廷   | 聖地亞哥·卡斯特羅（Santiago Castro） | 中鋒     | 20    | 2024     | 沙士菲       | 1,200萬歐元 |
| 17    | 義大利   | （Ciro Immobile）                    | 中锋     | 35    | 2025     | 比錫達斯     | 自由轉會    |
| 21    | 丹麦     | 延斯·（Jens Odgaard）                | 中鋒     | 26    | 2024     | 阿爾克馬爾   | 400萬歐元   |
| 24    | 荷兰     | 蒂斯·達林加（Thijs Dallinga）        | 中鋒     | 25    | 2024     | 圖盧茲       | 1,500萬歐元 |
| 28    | 義大利   | （Nicolò Cambiaghi）                 | 輔鋒     | 24    | 2024     | 亞特蘭大     | 1,000萬歐元 |
| 30    | 阿根廷   | 本傑明·多明格斯（Benja Domínguez）   | 左翼     | 21    | 2024     | 甘拿斯亞     | 500萬歐元   |

1. ↑  另浮動條款150萬歐元
2. ↑  租借一季(24/25)後買斷，租借費150萬歐元
3. ↑  另浮動條款400萬歐元
4. ↑  租借一季(23/24)後買斷，租借費35萬歐元
5. ↑  租借一季(22/23)後買斷
6. ↑  租借一季(23/24)後買斷
7. ↑  租借下半季(22/23)後買斷
8. ↑  租借下半季(18/19)後買斷
9. ↑  租借下半季(23/24)後買斷

### 外借球員
| 號碼             | 國籍             | 球員                                | 位置             | 年齡             | 加盟年份         | 外借球會         | 外借球季         |
| 2025年夏季轉會窗 | 2025年夏季轉會窗 | 2025年夏季轉會窗                    | 2025年夏季轉會窗 | 2025年夏季轉會窗 | 2025年夏季轉會窗 | 2025年夏季轉會窗 | 2025年夏季轉會窗 |
| ---------------- | ---------------- | ----------------------------------- | ---------------- | ---------------- | ---------------- | ---------------- | ---------------- |
| -                | 義大利           | 安東尼奧·雷蒙多（Antonio Raimondo） | 中鋒             | 21               | 2024             | 弗羅西諾內       | 25/26球季        |
| -                | 乌拉圭           | 華金·索薩（Joaquín Sosa）           | 后卫             | 23               | 2022             | 圣塔菲独立       | 25/26球季        |

### 離隊球員
1. 『*』為先租出一季或半季後售出。

| 號碼             | 國籍             | 球員                                   | 位置             | 年齡             | 加盟年份         | 加盟球會         | 轉會費           |
| 2025年夏季轉會窗 | 2025年夏季轉會窗 | 2025年夏季轉會窗                       | 2025年夏季轉會窗 | 2025年夏季轉會窗 | 2025年夏季轉會窗 | 2025年夏季轉會窗 | 2025年夏季轉會窗 |
| ---------------- | ---------------- | -------------------------------------- | ---------------- | ---------------- | ---------------- | ---------------- | ---------------- |
| 11               | 瑞士             | 丹·（Dan Ndoye）                       | 右翼             | 24               | 2023             | 诺丁汉森林       | 4,200萬歐元      |
| 14               | 義大利           | （Davide Calabria）                    | 右閘             | 28               | 2025             | 帕纳辛奈科斯     | 待查             |
| 18               | 義大利           | （Tommaso Pobega）                     | 正中場           | 26               | 2024             | AC米蘭           | 租借歸還         |
| 31               | 荷兰             | （Sam Beukema）                        | 中堅             | 26               | 2023             | 拿坡里           | 3,100萬歐元      |
| 39               | 西班牙           | 埃斯塔尼斯·佩德羅拉（Estanis Pedrola） | 左翼             | 21               | 2025             | 桑普多利亞       | 租借歸還         |

## 著名球員
- 巴治奧
- 文仙尼
- 薩卡度
- 特奧多羅斯·薩高拿基斯
- 中田英壽
- 羅德里戈·帕拉西奧
- 多明奎茲
- 富安健洋

## 外部連結
- 博洛尼亚官網（页面存档备份，存于） （意大利文）